# مطبخ سيرلانكي
مطبخ سيرلانكي هومطبخ يتميز باستخدامه الأعشاب والتوابل والأسماك والخضروات والأرز والفواكه، وجوز الهند. ويتميز بالمأكولات البحرية أيضًا. كما تأثر المطبخ بالتجار الأجانب بسبب طريق الحرير التجاري، وبالتقاليد المحلية للمجموعات العرقية في البلد من مطبخ هندي وإندونيسي وهولندي وجنوب شرق أسيا. كما تشتهر سريلانكا تاريخياً بالقرفة التي تستخدم على نطاق واسع في سريلانكا حيث يتم خلطها مع التوابل والفلفل الأسود، كما تعد سريلانكا مستهلكًا للعديد من أنواع الأرز الأحمر، ويعد الشاي مشروبًا مهمًا فيها لاشتهارها بإنتاج أفضل أنواع الشاي في العالم.

## الأطباق المشتركة
في المناطق الواقعة على سواحل الجزيرة، تعتبر المأكولات البحرية سمة أساسية للأطباق المحلية. يتشابه المطبخ التاميلي وخاصة في جفنا، مع المطبخ الجنوبي الهندي في العديد من الأمور منها: 
التوابل: القرفة ، الفلفل الأسود ، الشمر، القرنفل ، الحلبة، بذور عباد الشمس، الكمون، الكزبرة، الكركم.
الأعشاب: أوراق الكاري ، أوراق الكزبرة ، البصل الأخضر، التمر الهندي ، الثوم ، الزنجبيل ، الليمون، الفلفل الحار، فلفل تاباسكو.
الأسماك: الأسماك المجففة، التونة ، سمك القرش ، الأسماك الصغيرة.
الحبوب: الأرز الأبيض، الأرز الأحمر، الدخن الإصبعي، الدخن الخنزيري.
الزيوت: زيت جوز الهند ، زيت السمسم، زيت الخردل.
الخضروات والأعشاب: البابايا الخضراء، القرع الأخضر، اللوف ، القرع ، الفاصوليا المجنحة ، المورينجا.
اللحوم: الدجاج، لحم البقر، لحم الخنزير، لحم الضأن.
الفواكه: الموز، المانجو، الأناناس، القشطة ، الجوافة ، الأفوكادو ، البرتقال.

## الأطباق

#### الأرز والكاري
أكثر مايميز المطبخ السريلانكي هو الأرز المسلوق أو المطهو على البخار، والذي يُقدم مع كاري السمك أو اللحم، إلى جانب أنواع أخرى من الكاري المصنوعة من الخضار أو العدس أو الفواكه. يتم تقديم الأطباق مصحوبة بالفواكه أو الخضروات المخللة، والصلصات، والسامبول بجوز الهند، وهو عبارة عن عجينة من جوز الهند المطحون الممزوج بالفلفل الحار والأسماك المجففة وعصير الليمون.

#### بال سورو
بال سورو هو الأرز المطبوخ في حليب جوز الهند المملح حتى تصبح الحبوب طرية وتشبه العصيدة ويعرف بالمطابخ الأخرى الرز بالحليب. يتم تناوله عادة في الصباح، وفي المناسبات الخاصة مثل أعياد الميلاد ورأس السنة والمهرجانات الدينية. يقدم أيضاً مع الفاصوليا الخضراء خلال رأس السنة السنهالية.

#### كوتو
هو عبارة عن طبق حار من خبز الروتي المقلي مع الخضار، ويمكن اضافة البيض، واللحوم، أو الجبن له.

#### الهوبر
تعتمد الهوبر على عجينة مخمرة ، مصنوعة من دقيق الأرز وحليب جوز الهند مع التوابل، يتم قليها أو طهيها بالبخار.

#### لامبرايس
طبق متأثر بالبرغر الهولندي ، لامبرايس هو أرز مسلوق في مرق اللحم، يغلف بورقة الموز ويخبز بالفرن. يتم طهيه مرتين، أولاً يطهى الأرز والمقبلات، ثم يتم لف ما تم طهيه بالفعل في ورقة موز وخبزه في الفرن.

#### كول
هو مرق المأكولات البحرية من جفنا يحتوي على السلطعون والأسماك والحبار والروبيان وجراد البحر. كما يحتوي على الفاصوليا، وبذور الجاك، والسبانخ، والتمر الهندي. يتم تكثيفه باستخدام دقيق جذر النخيل .

#### بيتو
البيتو عبارة عن دقيق الأرز المطهو على البخار أو المحمص والممزوج بجوز الهند المبشور.

#### روتي
روتي هو خبز مسطح سريلانكي بسيط مصنوع من دقيق القمح، ولا يحتاج إلى الخميرة أو أي نوع من عوامل التخمير.

#### مالونج
هو نوع من التوابل أو الطبق الجانبي، ويتكون من الخضار المفرومة المطبوخة قليلاً والممزوجة مع جوز الهند المبشور والبصل الأحمر.

#### المخلل الماليزي
هو طبق نشأ في المجتمع الماليزي المحلي وهو عبارة عن مجموعة من الخضروات في صلصة مخللة وتجمع بين النكهات الحلوة والحامضة والحارة. 

#### معجون الفلفل الحار الصيني
هو أحد التوابل التي يتم تناولها إلى جانب الأطباق الصينية على الطريقة السريلانكية.

#### الساتيه
يعتبر هذا الطبق من أصل إندونيسي وأصبح أساسيًا في المطبخ السريلانكي. يتم تقديمه مع صلصة الفول السوداني والفلفل الحار.

#### إيكور سوب
هو حساء ذيل الثور، وهو طبق مشهور لدى المجتمع الماليزي السريلانكي.

#### نازي جورينج
ناسي جورينج هو من الأطباق الشعبية في الشوارع، نتيجة للتأثيرات الثقافية من إندونيسيا والمجتمع الماليزي المحلي في البلاد.

## الحلويات
الحلوى الشائعة في سريلانكا هي الكيفوم، وهي كعكة زيتية مصنوعة من دقيق الأرز والعسل الأسود، تقلى حتى يصبح لونها ذهبيًا. كما يتم تقديم العديد من الحلويات مع أرز حليب كيريبات خلال رأس السنة السنهالية، وتشمل الحلويات الأخرى:

#### الكعك والمعجنات
- ألوا هي معجنات على شكل ماسة من دقيق الأرز.
- بولو فيادو هي كعكة طبقات على الطريقة البرتغالية.
- بيبيكان هي حلوى غنية تشبه الكعكة،مصنوعة من جوز الهند المبشور ودبس جوز الهند ودقيق القمح.
- كوكيس هو طبق لذيذ مقرمش يشبه البسكويت مصنوع من دقيق الأرز وحليب جوز الهند.
- سيناكو هي كعكة أرز تقدم عادة مع جوز الهند المبشور.[12]

#### حلويات بنكهة العسل الأسود
- أوندو أو باني والالو هي حلوى من منطقة ماتال، يتم تحضيرها باستخدام دقيق الفاصولياء ودبس السكر من الكيتول .
- أجالا هي عبارة عن كرات الأرز المنكهة بالدبس.
- آسمي هو طبق مصنوع من دقيق الأرز وعصير ورقة تسمى داوول كوروندو، مقلي ومغطى بدبس السكر.

#### البودنج والتوفي
- كالو دودول هي حلوى صلبة تشبه الجيلي، مصنوعة من حليب جوز الهند، يتم تكثيفها بدقيق الأرز.
- واتالابام، بودنغ مطهو على البخار مصنوع من حليب جوز الهند والبيض.

## المشروبات
تشمل المشروبات التي يتم تقديمها عادة في سريلانكا ما يلي:
- فالودا، هو خليط من الشراب والآيس كريم وقطع الجيلي وبذور الريحان، يقدم باردًا.
- ماء جوز الهند الملكي.
- الشاي.
- تودي، مشروب كحولي خفيف مصنوع من عصارة شجر النخيل.
- عصير التفاح الخشبي.